# Hidalgo (Illinois)
Hidalgo è un villaggio degli Stati Uniti d'America, situato nello Stato dell'Illinois, nella contea di Jasper.